# فرودگاه چهارشنبه سامسون
فرودگاه چهارشنبه سامسون در شهرستان چهارشنبه از توابع استان سامسون در بخش چینارلیک قرار گرفته‌است و به استانهای سامسون و اردو خدمات رسانی می‌کند.
آغاز احداث این فرودگاه به سال ۱۹۹۴ برمی گردد و در سال ۱۹۹۸ به بهره برداری رسیده‌است و اولین پرواز از این فرودگاه در ۱۱ ژانویه سال ۱۹۹۹ صورت گرفته‌است.
فرودگاه قدیمی سامسون در مرکز استان قرار داشت و در سال ۱۹۵۸ به بهره برداری رسیده بود. اما به دلیل رانشهای پیاپی زمین تعطیل شده بود.
فرودگاه چهارشنبه دارای یک ترمینال به مساحت ۱۱۵۰۰ متر مربع برای پروازهای داخلی و خارجی می‌باشد.

## دسترسی
دسترسی به فرودگاه سامسون از طریق تاکسی و اتوبوس‌های شرکت  بافاش امکانپذیر است.
اتوبوسهای شرکت بافاش از مرکز شهر سامسون و از ایستگاههای آتاکنت، اپرا تراموای و پارکینگ شهرداری به فرودگاه تردد می‌کنند. مدت زمان رسیدن تا فرودگاه از مرکز شهر سامسون با استفاده از اتوبوسهای بافاش حداقل ۳۰ دقیقه‌است و اتوبوسها دو ساعت قبل از پرواز حرکت می‌کنند.
شرکت بافاش از مرکز استان اردو و شهر فاتسا به مقصد فرودگاه نیز سرویس دهی می‌کند.

## شرکت‌های هوایی و مقاصد پروازی
| شرکت هوایی                          | مقصد                                                          |
| ----------------------------------- | ------------------------------------------------------------- |
| ایر باتومی                          | تفلیس                                                         |
| ایر برلین                           | هانوور، دوسلدورف                                              |
| بوراجت                              | آنکارا، بورسا، دنیزلی                                         |
| بلو وینگز                           | دوسلدورف                                                      |
| گرمانیا ایرلاینز                    | برلین/تگل، هانوور                                             |
| هامبورگ اینترنشنال                  | اشتوتگارت                                                     |
| اُنور ایر                            | استانبول-آتاترک، آنتالیا                                      |
| پگاسوس                              | استانبول-صابیحا گوکچن، وین                                    |
| ایز ایر (تحت نظر پگاسوس)            | ازمیر                                                         |
| اسکای ایرلاینز                      | آنتالیا                                                       |
| سان اکسپرس                          | آنتالیا، استانبول-صابیحا گوکچن، ازمیر، فرانکفورت، اشتوتگارت   |
| ترکیش ایرلاینز                      | استانبول-آتاترک، و به صورت موسمی: مدینه، جده، مونیخ، دوسلدورف |
| آنادولو جت (زیر نظر ترکیش ایرلاینز) | آنکارا، استانبول-صابیحا گوکچن                                 |
| ایکس ال ایرویز آلمان                | فرانکفورت                                                     |

## آمار
(*)منبع: DHMI.gov.tr